# Salvaterra de Magos
Salvaterra de Magos é uma vila portuguesa pertencente ao Distrito de Santarém e à província do Ribatejo, com cerca de 6 200 habitantes.
É sede do Município de Salvaterra de Magos com 243,93 km² de área e 21 613 habitantes (2021), subdividido em 4 freguesias. O município é limitado a norte pelo município de Almeirim, a leste e sul por Coruche, a sudoeste por Benavente e a noroeste pela Azambuja e pelo Cartaxo.

## História
As origens de Salvaterra de Magos são antigas, por ser uma região fértil e com diversos cursos de água, como se pode confirmar na vizinha Muge, onde se encontram vestígios pré-históricos e também Romanos. Em Abril de 1383 foi assinado em Salvaterra de Magos o Tratado de casamento entre D.Beatriz de Portugal e D.João I, rei de Castela e Leão.
Em 1542 Salvaterra de Magos é cedida ao Infante D. Luís, que ali mandou construir o famoso palácio real, em cujas tapadas se realizaram grandes caçadas ao javali e se tornaram célebres as Corridas de Toiros, tendo aqui ocorrido um episódio histórico: o 7º Conde de Arcos pereceu na arena do Teatro de Salvaterra de Magos, inaugurado por D. José. Seu pai, o Marquês de Marialva, "vingou" a morte do seu filho descendo à arena e matando o touro.
O Paço Real, os esplendorosos Jardins, o Teatro de ópera e a Arena de Touradas foram destruídos num grande incêndio em 1824, restando hoje em dia apenas a Capela Real e as instalações da Falcoaria (da autoria de Miguel de Arruda).
Nesta vila cercada por lezírias existe criação de cavalos. Vale a pena conhecer o que ainda resta do Paço Real, nomeadamente a Capela e a Falcoaria, e também a Igreja Paroquial de S. Paulo, datada de 1296, a Igreja da Misericórdia do século XVII, a bonita Fonte do Arneiro de 1711, a grandiosa Ponte Ferroviária Rainha Dona Amélia, segundo projecto de Gustave Eiffel, datada de 1903, e um dos locais mais célebres da localidade, a Praça de Touros de Salvaterra de Magos, inaugurada em 1920 e ainda hoje uma das Praças com mais espectáculos tauromáquicos ao longo do ano.
De destacar é também a barragem e albufeira de Magos, localizada na ribeira de Magos, na bacia hidrográfica do rio Tejo, projectada em 1936 com excelentes condições para a prática das mais variadas actividades de lazer e turismo.
A vila de Salvaterra de Magos é tradicionalmente ligada à tauromaquia e à criação de animais.

## Freguesias

Freguesias do município de Salvaterra de Magos.

O município de Salvaterra de Magos está dividido em 4 freguesias:
- Glória do Ribatejo e Granho
- Marinhais
- Muge
- Salvaterra de Magos e Foros de Salvaterra

## Património
- Concheiros de Muge

## Cultura
- Casa Típica Avieira - Museu Escaroupim
- Museu da Companhia das Lezírias

## Evolução da população do município
★ Os Recenseamentos Gerais da população portuguesa, regendo-se pelas orientações do Congresso Internacional de Estatística de Bruxelas de 1853, tiveram lugar a partir de 1864, encontrando-se disponíveis para consulta no site do Instituto Nacional de Estatística (INE).
| Número de habitantes★                    | Número de habitantes★ | Número de habitantes★ | Número de habitantes★ | Número de habitantes★ | Número de habitantes★ | Número de habitantes★ | Número de habitantes★ | Número de habitantes★ | Número de habitantes★ | Número de habitantes★ | Número de habitantes★ | Número de habitantes★ | Número de habitantes★ | Número de habitantes★ | Número de habitantes★ |
| ---------------------------------------- | --------------------- | --------------------- | --------------------- | --------------------- | --------------------- | --------------------- | --------------------- | --------------------- | --------------------- | --------------------- | --------------------- | --------------------- | --------------------- | --------------------- | --------------------- |
| 1864                                     | 1878                  | 1890                  | 1900                  | 1911                  | 1920                  | 1930                  | 1940                  | 1950                  | 1960                  | 1970                  | 1981                  | 1991                  | 2001                  | 2011                  | 2021                  |
| 4159                                     | 4802                  | 5514                  | 7047                  | 9138                  | 9391                  | 11498                 | 13562                 | 15298                 | 16966                 | 16215                 | 18962                 | 18979                 | 20161                 | 22159                 | 21607                 |
| Número de habitantes por grupo etário ★★ |                       |                       |                       |                       |                       |                       |                       |                       |                       |                       |                       |                       |                       |                       |                       |
|                                          |                       |                       | 1900                  | 1911                  | 1920                  | 1930                  | 1940                  | 1950                  | 1960                  | 1970                  | 1981                  | 1991                  | 2001                  | 2011                  | 2021                  |
| 0-14 Anos                                | 0-14 Anos             | 0-14 Anos             | 3080                  | 3625                  | 3462                  | 4287                  | 4966                  | 4973                  | 4801                  | 4165                  | 4579                  | 3476                  | 2866                  | 3259                  | 2690                  |
| 15-24 Anos                               | 15-24 Anos            | 15-24 Anos            | 1822                  | 1665                  | 1936                  | 2194                  | 2550                  | 2957                  | 2986                  | 2360                  | 2968                  | 2948                  | 2677                  | 2120                  | 2224                  |
| 25-64 Anos                               | 25-64 Anos            | 25-64 Anos            | 3230                  | 3411                  | 3643                  | 4619                  | 5316                  | 6671                  | 8053                  | 8320                  | 9428                  | 9843                  | 10812                 | 11886                 | 10887                 |
| = ou > 65 Anos                           | = ou > 65 Anos        | = ou > 65 Anos        | 240                   | 313                   | 394                   | 485                   | 658                   | 862                   | 1126                  | 1370                  | 1987                  | 2712                  | 3806                  | 4894                  | 5806                  |

★ Número de habitantes "residentes", ou seja, que tinham a residência oficial neste município à data em que os censos  se realizaram.
★★ De 1900 a 1950 os dados referem-se à população "de facto", ou seja, que estava presente no município à data em que os censos se realizaram. Daí que se registem algumas diferenças relativamente à designada população residente 

## Política

### Eleições autárquicas[10]
| Data | %     | V     | %             | V             | %       | V       | %     | V    | %              | V       | %      | V      | %              | V       | %              | V   | %              | V   | %       | V       | %   | V   | %  | V  | Participação |                |
| Data | PS    | PS    | FEPU/APU/ CDU | FEPU/APU/ CDU | PPD/PSD | PPD/PSD | LCI   | LCI  | AD             | AD      | CDS-PP | CDS-PP | UDP/ BE        | UDP/ BE | PRD            | PRD | PSN            | PSN | PSD-CDS | PSD-CDS | IND | IND | CH | CH | Participação |                |
| ---- | ----- | ----- | ------------- | ------------- | ------- | ------- | ----- | ---- | -------------- | ------- | ------ | ------ | -------------- | ------- | -------------- | --- | -------------- | --- | ------- | ------- | --- | --- | -- | -- | ------------ | -------------- |
| Data | 1976  | 48,14 | 4             | 30,69         | 2       | 14,90   | 1     | 1,21 | -              |         |        |        |                |         |                |     |                |     |         |         |     |     |    |    |              | 55,53 / 100,00 |
| 1979 | 46,09 | 4     | 32,40         | 2             | AD      | AD      |       |      | 18,55          | 1       | AD     | AD     | 68,43 / 100,00 |         |                |     |                |     |         |         |     |     |    |    |              |                |
| 1982 | 43,67 | 3     | 36,36         | 3             | AD      | AD      | 14,30 | 1    | 0,48           | -       | AD     | AD     | 69,17 / 100,00 |         |                |     |                |     |         |         |     |     |    |    |              |                |
| 1985 | 55,49 | 5     | 18,20         | 1             | 10,09   | -       |       |      |                |         |        |        | 13,15          | 1       | 62,21 / 100,00 |     |                |     |         |         |     |     |    |    |              |                |
| 1989 | 50,44 | 4     | 26,78         | 2             | 18,90   | 1       |       |      | 60,57 / 100,00 |         |        |        |                |         |                |     |                |     |         |         |     |     |    |    |              |                |
| 1993 | 48,73 | 4     | 23,50         | 2             | 20,15   | 1       | 2,95  | -    | 58,31 / 100,00 |         |        |        |                |         |                |     |                |     |         |         |     |     |    |    |              |                |
| 1997 | 33,71 | 2     | 50,36         | 4             | 11,65   | 1       |       |      | 55,39 / 100,00 |         |        |        |                |         |                |     |                |     |         |         |     |     |    |    |              |                |
| 2001 | 16,98 | 1     | 9,83          | -             | 11,91   | 1       | BE    | BE   | 1,44           | -       | 55,23  | 5      | 58,70 / 100,00 |         |                |     |                |     |         |         |     |     |    |    |              |                |
| 2005 | 13,30 | 1     | 12,45         | 1             | 15,58   | 1       | BE    | BE   | 4,14           | -       | 49,61  | 4      | 55,77 / 100,00 |         |                |     |                |     |         |         |     |     |    |    |              |                |
| 2009 | 28,78 | 2     | 10,33         | -             | 11,43   | 1       | BE    | BE   |                |         | 46,08  | 4      | 54,75 / 100,00 |         |                |     |                |     |         |         |     |     |    |    |              |                |
| 2013 | 32,75 | 3     | 11,33         | 1             | CDS-PP  | CDS-PP  | BE    | BE   | PPD/PSD        | PPD/PSD | 26,97  | 2      | 10,92          | 1       | 10,75          | -   | 45,70 / 100,00 |     |         |         |     |     |    |    |              |                |
| 2017 | 52,53 | 5     | 10,01         | -             | CDS-PP  | CDS-PP  | BE    | BE   | PPD/PSD        | PPD/PSD | 22,48  | 2      | 9,47           | -       |                |     | 50,44 / 100,00 |     |         |         |     |     |    |    |              |                |
| 2021 | 49,61 | 5     | 8,90          | -             | CDS-PP  | CDS-PP  | BE    | BE   | PPD/PSD        | PPD/PSD | 13,14  | 1      | 9,29           | -       | 13,30          | 1   | 43,79 / 100,00 |     |         |         |     |     |    |    |              |                |

### Eleições legislativas
| Data | %     | %     | %     | %     | %     | %        | %     | %     | %     | %     | %    | %   | %       | % | %  | %  |
| Data | PS    | PCP   | PSD   | CDS   | UDP   | APU/ CDU | AD    | FRS   | PRD   | PSN   | BE   | PAN | PSD CDS | L | CH | IL |
| ---- | ----- | ----- | ----- | ----- | ----- | -------- | ----- | ----- | ----- | ----- | ---- | --- | ------- | - | -- | -- |
| 1976 | 50,43 | 20,72 | 10,79 | 2,51  | 0,87  |          |       |       |       |       |      |     |         |   |    |    |
| 1979 | 35,63 | APU   | AD    | AD    | 1,49  | 34,05    | 21,21 |       |       |       |      |     |         |   |    |    |
| 1980 | FRS   | APU   | AD    | AD    | 0,86  | 29,40    | 22,52 | 38,47 |       |       |      |     |         |   |    |    |
| 1983 | 46,91 | APU   | 13,08 | 3,20  | 0,87  | 29,52    |       |       |       |       |      |     |         |   |    |    |
| 1985 | 20,46 | APU   | 16,12 | 2,39  | 1,10  | 22,69    | 32,21 |       |       |       |      |     |         |   |    |    |
| 1987 | 25,46 | CDU   | 36,50 | 2,37  | 1,14  | 17,06    | 10,79 |       |       |       |      |     |         |   |    |    |
| 1991 | 32,14 | CDU   | 41,73 | 2,02  |       | 12,50    | 1,68  | 3,02  |       |       |      |     |         |   |    |    |
| 1995 | 53,91 | CDU   | 19,11 | 7,89  | 0,76  | 13,36    |       | 0,43  |       |       |      |     |         |   |    |    |
| 1999 | 53,00 | CDU   | 19,91 | 6,31  |       | 14,96    | 0,17  | 1,71  |       |       |      |     |         |   |    |    |
| 2002 | 42,51 | CDU   | 27,96 | 7,93  | 11,37 |          | 5,78  |       |       |       |      |     |         |   |    |    |
| 2005 | 54,45 | CDU   | 16,59 | 4,72  | 10,65 | 8,57     |       |       |       |       |      |     |         |   |    |    |
| 2009 | 38,37 | CDU   | 16,38 | 8,51  | 10,81 | 18,55    |       |       |       |       |      |     |         |   |    |    |
| 2011 | 31,80 | CDU   | 26,46 | 11,09 | 11,91 | 8,45     | 1,25  |       |       |       |      |     |         |   |    |    |
| 2015 | 34,92 | CDU   | CDS   | PSD   | 12,01 | 13,59    | 1,75  | 27,18 | 0,55  |       |      |     |         |   |    |    |
| 2019 | 41,98 | CDU   | 16,75 | 4,11  | 9,56  | 11,34    | 3,15  |       | 0,64  | 1,76  | 0,84 |     |         |   |    |    |
| 2022 | 44,79 | CDU   | 17,99 | 1,51  | 6,51  | 5,59     | 1,22  | 0,79  | 14,29 | 3,80  |      |     |         |   |    |    |
| 2024 | 28,40 | CDU   | AD    | AD    | 4,72  | 19,03    | 5,72  | 1,76  | 2,42  | 29,21 | 3,89 |     |         |   |    |    |